# Église Saint-Remi de Poilly
L'église Saint-Remi est une église catholique située à Poilly, dans le département de la Marne, en France.

## Historique
L'édifice roman est bâti au XIIe siècle puis remanié jusqu'au XVIIe siècle. Seules une voûte de croisée et une fenêtre gothique du chœur ne sont pas de style roman. 
La Grande Guerre le laisse ruiné. 
L'église a été classée au titre des monuments historiques le 10 décembre 1919 puis restaurée.